# Rudolf Rehák
Rudolf Rehák (* 26. prosince 1965) je bývalý slovenský fotbalový obránce a trenér.

## Fotbalová kariéra
Hrál za Inter Bratislava, Duklu Banská Bystrica, SK Hradec Králové a v Rakousku v VfB Mödling, Admira Wacker Mödling, ASK Kottingbrunn, SV Schwechat a ASK Schwadorf. V české a české lize nastoupil ke 175 utkáním a dal 4 góly. Za juniorskou reprezentaci do 21 let nastoupil v 5 utkáních. V Poháru vítězů pohárů nastoupil k 7 utkáním a dal 1 gól a v Poháru UEFA odehrál 4 utkání.

## Trenérská kariéra
Po skončení aktivní kariéry působil jako trenér v Dukle Banská Bystrica (2007–2008) a v Seredi.

## Ligová bilance
| Ročník                                   | Zápasy | Góly | Klub                  |
| ---------------------------------------- | ------ | ---- | --------------------- |
| 1. československá fotbalová liga 1984/85 | 11     | 0    | Inter Bratislava      |
| 1. československá fotbalová liga 1985/86 | 3      | 0    | Inter Bratislava      |
| 1. československá fotbalová liga 1987/88 | 14     | 0    | Inter Bratislava      |
| 1. československá fotbalová liga 1988/89 | 17     | 0    | Inter Bratislava      |
| 1. československá fotbalová liga 1989/90 | 13     | 0    | Dukla Banská Bystrica |
| 1. československá fotbalová liga 1990/91 | 26     | 2    | Inter Bratislava      |
| 1. československá fotbalová liga 1991/92 | 28     | 0    | Inter Bratislava      |
| 1. československá fotbalová liga 1992/93 | 24     | 0    | Inter Bratislava      |
| 1. slovenská fotbalová liga 1993/94      | 17     | 1    | Inter Bratislava      |
| 1. česká fotbalová liga 1993/94          | 10     | 0    | SK Hradec Králové     |
| 1. česká fotbalová liga 1994/95          | 15     | 2    | SK Hradec Králové     |
| 1. česká fotbalová liga 1995/96          | 13     | 0    | SK Hradec Králové     |
| CELKEM                                   | 31     | 1    |                       |